# Parlement du canton du Jura
Législature 2021-2025
Hôtel du Parlement
Le Parlement jurassien est le parlement cantonal du canton suisse du Jura. Il exerce le pouvoir législatif et est renouvelé tous les quatre ans au cours des élections cantonales.
Le 18 juin 2017, la commune de Moutier vote pour son rattachement au canton du Jura. L'accueil effectif de la commune est prévu pour 2021 ce qui devait entraîner des modifications du calendrier électoral du canton. Ainsi, les prochaines élections prévues initialement pour 2020 devaient être reportées d'un an, voire deux. Moutier ayant dû revoter sur la question de son appartenance, le renouvellement du Parlement s'est quand même tenu le 18 octobre 2020.

## Présidence
La présidence du parlement est exercée pour une année selon un tournus défini entre les formations politiques.